# Les Quatre-Routes-du-Lot
Les Quatre-Routes-du-Lot era una comuna francesa que estaba situada en el departamento de Lot, de la región de Occitania que el 1 de enero de 2019 pasó a formar parte de la comuna nueva de Le Vignon-en-Quercy como comuna delegada.

## Historia
La comuna fue creada en 1912 por segregación de terrenos pertenecientes a las comunas de Cavagnac, Cazillac, Condat y Strenquels.

## Demografía
| Gráfica de evolución demográfica de Les Quatre-Routes-du-Lot entre 1921 y 2016 |
|                                                                                |

Los datos demográficos contemplados en este gráfico de la comuna de Les Quatre-Routes-du-Lot se han cogido de 1921 a 1999 de la página francesa EHESS/Cassini, y los demás datos de la página del INSEE.